# Richard Zetzsche
Richard Zetzsche (* 30. März 1877 in Plauen; † 17. Januar 1948 in Celle) war ein deutscher Verwaltungsjurist und Manager.

## Leben
Zetzsche war ein Sohn des Bankdirektors Heinrich Ludwig Zetzsche. Er besuchte das Gymnasium in Plauen und studierte Rechtswissenschaften und Nationalökonomie an den Universitäten Jena, Freiburg und Leipzig. 1900 trat er in die sächsische Justizlaufbahn ein und wurde nach dem 2. Staatsexamen in die Stadtverwaltung von Plauen übernommen. Später wechselte er in die Finanzlaufbahn und war bei der Generalzolldirektion und beim sächsischen Finanzministerium in Dresden beschäftigt. Von 1915 bis 1918 leitete er die Zollverwaltung beim Generalgouvernement Warschau und wurde 1918 in das Reichsschatzamt berufen. Nach der Umwandlung desselben in das Reichsfinanzministerium wurde er 1919 zum Ministerialrat und Vortragenden Rat befördert. 1924 schied er aus dem Reichsdienst aus und wurde Mitglied des Vorstandes des Erdöl-Reichsverbandes. Zetzsche verfasste Schriften zum Zoll- und Steuerrecht und zur Mineralölwirtschaft. Zudem war Zetzsche Mitglied der Internationalen Handelskammer.
Nach Ausbruch des Zweiten Weltkrieges war Zetzsche im Rang eines Geheimen Regierungsrates von Dezember 1939 bis Juni 1940 Hauptabteilungsleiter des Hauptamtes Wirtschaft im deutsch besetzten Generalgouvernement (GG). Anschließend war Zetsche am Institut für Deutsche Ostarbeit in Krakau tätig.